# Łojdy
Łojdy (niem. Loyden) – osada w Polsce położona w województwie warmińsko-mazurskim, w powiecie bartoszyckim, w gminie Bartoszyce. W latach 1975–1998 miejscowość administracyjnie należała do województwa olsztyńskiego.

## Historia
Wieś lokowana w 1415 r. na 38 włókach jako służebny majątek rycerski. Później nadanie rozdzielono na dwa majątki szlacheckie, z których jeden w XVII w. należał do mazurskiej rodziny Myślętów (z tej rodziny pochodził profesor Celestyn Myślęta) a drugi na początku XIX w. dzierżawiony był przez rodzinę Kowalskich (polska szlachta). W 1889 r. majątek ziemski obejmował 670 ha. W 1935 r. w szkole pracował jeden nauczyciel, a uczyło się 41 uczniów. W 1939 r. we wsi było 206 mieszkańców
W 1945 r. budynek szkoły spłonął. W 1983 r. Łojdy były PGR-em z 18 domami, 331 mieszkańcami, przedszkolem, klubem, filią biblioteki i zakładem remontowo-budowlanym.

## Zabytki
Do wojewódzkiego rejestru zabytków wpisane są obiekty:
- Klasycystyczny pałac z XIX w.
- Przydworski, dobrze zachowany, park krajobrazowy ze starodrzewiem oraz ze stawem w części ogrodowej.

## Ludzie związani z miejscowością
- W Łojdach mieszkał Celestyn Myślęta, profesor i rektor Uniwersytetu w Królewcu.